# Houben R.T.
Houben Tcherkelov, znany także jako Houben R.T. (ur. 23 stycznia 1970 w Kardzali) – bułgarski malarz i artysta eksperymentalny. W latach 90. studiował razem z Jorg Immendorff w Amsterdamie. We wczesnych filmach, zdjęciach i instalacjach postkomunistyczna Bułgaria i bułgarska sztuka były głównym tematem prac. W najnowszych pracach artysty, np. o Ameryce, widać jak symboliczne obrazy legitymizują potęgę kraju.

## Życie i twórczość
Houben Tcherkelov urodził się 23 stycznia 1970 roku w Kardzali, w południowo-wschodniej Bułgarii. Tcherkelov studiował w Narodowej Akademii Sztuki w Sofii oraz był łączony z radykalnym ruchem studenckim wokół Galerii XXL w Sofii. W tym czasie upadł Związek Radziecki, a artysta zaczął badać, w jaki sposób styl może zostać wykorzystany w propagandzie.
Wczesne prace analizują przestrzeń i życie w transformującym się społeczeństwie, podążającym za globalizacja. Zmarzlina, 1994, wystawa zamarzniętych zwierząt w Muzeum Narodowym w Sofii, symbolizowała stan bułgarskich muzeów. W tym samym roku artysta eksperymentował z formami życia w Adaptacja-Utopia 2, gdzie dołączył skrzela do swojego ciała. Action Paint, instalacja w M6 w Rydze, testowała zachowanie białych myszy na kolorowanym płótnie. Instalacja została przedstawiona obok wykonanych przez myszy obrazów. Ta instalacja wraz z Domem, 1997, została przedstawiona w numerze Siksi’s 1997 New Europe. Tcherkelov był jednym z ośmiu artystów prezentowanych w tym numerze.
Najbardziej znaną pracą Tcherkelova jest Suitable Suit, kadr z tego przedsięwzięcia jest na okładce Menschenbilder: Foto- und Videokunst aus Bulgarien. W tym video artysta chodzi w zbyt dużym garniturze po polu. Analiza bułgarskiego społeczeństwa miała kulminację w Reality Show (1988), gdzie w satyryczny sposób opowiada o biznesie filmowym i muzycznym.
W 1995 roku Tcherkelov studiował impasto w Amsterdamie z Jorg Immendorff dzięki grantowi z Fundacji Felix Meritis. Dopiero gdy przyjechał do Nowego Jorku w 2000 roku zaczął malować tylko tą techniką. Tcherkelov początkowo zafascynowany był obrazami na amerykańskich banknotach i monetach, potem starał się je wykorzystać w swoich pracach jako legitymizację siły. Te prace miały debiut w Elizabeth Foundation w Nowym Jorku w 2005 roku.
Wpływ na jego twórczość mieli Frank Auerbach oraz Leon Kossoff, także malarze impasto, ale jego własne obrazy różnią się tematycznie oraz kolorystycznie. Własną sztukę połączył z bizantyjskimi mozaikami z XIII i XIV wieku, potwierdzając wpływ kultury bizantyjskiej na bułgarską sztukę.